# Râul Stanovit
Râul Stanovit este un afluent al râului Miniș. 

## Hărți
- Harta județului Timiș